# Cayetano Antonio Licciardo
Cayetano Antonio Licciardo (19 de julio de 1923,  Ensenada, Provincia de Buenos Aires, - 30 de octubre de 1999, Ciudad de Buenos Aires, Argentina) fue un contador público argentino, especializado en Finanzas y Contabilidad Públicas.

## Funcionario
Fue ministro de Hacienda y Finanzas durante el gobierno de facto de Alejandro Agustín Lanusse, entre octubre de 1971 y el mismo mes de 1972.
Posteriormente ejerció el cargo de Ministro de Educación durante los gobiernos de facto de Leopoldo Fortunato Galtieri y de Reynaldo Bignone, entre el 22 de diciembre de 1981 y el 10 de diciembre de 1983.
Su dedicación a las finanzas públicas no le quitó entusiasmo a su preocupación por el mundo de la enseñanza y fue un ferviente educador humanista. Identificado con el pensamiento católico liberal, fue también desde su juventud un activo militante católico y se destacó en la Iglesia como un hombre de pensamiento, volcado a la solidaridad social. Tuvo una larga participación en la Acción Católica Argentina y presidió la CNJP (Comisión Nacional de Justicia y Paz) de la Conferencia Episcopal Argentina.
Licciardo había nacido en Ensenada, provincia de Buenos Aires, el 19 de julio de 1923. Se graduó de contador público nacional en la Universidad Nacional de La Plata.
Antes de llegar a ministro, asumió distintas responsabilidades del área económica. Se inició en la administración pública en 1947 como contador fiscal de la Nación y dos años después pasó a desempeñarse como jefe de la Oficina de Contabilidad del Presupuesto. Fue subsecretario de Hacienda (1962/1963), director nacional y subsecretario de Presupuesto (1966/1968), y director del Banco Central de la República Argentina (1971). Dirigió el Banco Nacional de Desarrollo.
El contador Licciardo abrazó la actividad docente con singular entusiasmo. Fue profesor y decano de la Facultad de Ciencias Económicas de la Universidad de La Plata y dictó también cátedras en la Universidad de Buenos Aires y en la Universidad de La Pampa, además de la Universidad Católica Argentina y la Universidad del Salvador.
En 1979 fue designado decano de la Facultad de Ciencias Económicas de la UBA, durante la gestión del rector Lucas Lennon. En 1981 rechazó en dos ocasiones una propuesta de Carlos Burundarena, por entonces ministro de Educación, para asumir como rector de la UBA. Prefirió seguir avanzando en la reforma de los planes de enseñanza de la Facultad de Ciencias Económicas.
En reconocimiento a su actividad docente y a su desempeño en la función pública, en 1967 fue distinguido con el premio San Alberto Magno. En 1985 fue incorporado por la Academia Nacional de Ciencias Económicas En julio de 1988 asumió como rector de la Universidad Católica de La Plata, cargo que ocupó hasta sus últimos días. Defensor de una premisa que mantiene rigurosa actualidad, hace unos años observó que la universidad "debe volver a sus fuentes, pero no para realizar lo mismo que hace cien años, sino para esforzarse y lograr, como hace un siglo, lo mejor, la excelencia".
Casado con Delia Cabaleiro, tuvo cinco hijos, a quienes inculcó las enseñanzas, las convicciones y los valores que asumió durante toda su vida.
Fue investigado y procesado por falsedad de instrumento público, como Rector de la UCALP, por el juez Claudio Bernard, en el año 1996, sin que se llegase a ninguna conclusión que afectara su buen nombre y honor.
Sus restos descansan en el Cementerio Parque Memorial, de Pilar.